# Vineta (Vorname)
Vineta ist ein lettischer weiblicher Vorname.
Der Name taucht seit dem späten 19. Jahrhundert auf. Möglicherweise handelt es sich um eine Abwandlung des lateinischen vinetum (Weinberg). Namenstag  ist am 17. August.

## Bekannte Namensträgerinnen
- Vineta Mayer (1865–1945), österreichische Bergsteigerin
- Vineta Bastian-Klinger (1897–1976), deutsche Schriftstellerin und Drehbuchautorin